# Front uni national pour le salut du Kampuchéa
Ne doit pas être confondu avec Front uni national du Kampuchéa.
Le Front uni national pour le salut du Kampuchéa (FUNSK) est créé à la fin de 1978, dans le but de renverser le régime du Kampuchéa démocratique et le remplacer par un gouvernement d’inspiration vietnamo-soviétique.

## Historique
Le Front uni national pour le salut du Kampuchéa est fondé le 2 décembre 1978 à Snuol (province de Kratie), dans une zone soustraite au contrôle du Kampuchéa démocratique et alors que le Viêt Nam prépare une offensive militaire au Cambodge. D’abord limité à moins de 100 personnes, son influence va rapidement croître des deux côtés de la frontière khméro-vietnamienne,.
Son premier comité central est composé d’un président (Heng Samrin), d’un vice-président (Chea Sim), d’un secrétaire général (Ros Samay) et de dix membres (Bun My, Chan Ven, Chey Kanha, Hem Samin, Long Chhim, Mat Ly, Meas Samnang, Men Sam An, Neou Samon et Prach Sun).
Le but du Front est de rassembler les Cambodgiens désireux de renverser le régime de Pol Pot. Il élabore également un programme de gouvernement en onze points visant à reconstruire le pays. Bien qu’ouvert aux membres non communistes (comme Chan Ven) il tente aussi de faire accepter par les Cambodgiens une administration moins brutale que ne peut l’être celle du Kampuchéa démocratique tout en restant dans la mouvance communiste,
En fait, il agit en tant que vitrine officielle du parti révolutionnaire du peuple khmer (PRPK) recréé à la même occasion  mais qui restera dans la clandestinité jusqu’en 1981 . Il est essentiellement constitué de communistes cambodgiens restés proches du Viêt Nam et de dissidents khmers rouges fuyant les purges internes qui s’abattent sur l’Est du pays et qui coûteront notamment la vie à So Phim, le responsable militaire de cette zone,.
Lorsque l’offensive vietnamienne sur le Cambodge est déclenchée en décembre 1978, les 5 000 à 10 000 combattants du FUNSK ne présentent qu’une force insignifiante à côté des 120 000 Bộ đội mais permettent de légitimer la république populaire du Kampuchéa, créée à Phnom Penh le 11 janvier 1979. 
À la fin de 1979, le comité central s’étoffe avec 21 membres supplémentaires (Chem Sguon, Chea Thang, Heng Teav, Hor Namhong, Khieu Kanharith (en), vénérable Koeut Vay, Kong Sam Ol (en), Mme Minh Kossany, Nhek Huon, Nuon Sareth, Nuth Than, Pen San, Peo You Leng, Phith Phano, Mme Plek Phirun, Mme Sisowath Sorith Vong Monivong, Soeuy Thormea Kesan, vénérable Tep Vong, Thao Ngin, Vandy Kaonn (en) et Yous Por).
En 1981, alors que le parti révolutionnaire du peuple khmer sort de la clandestinité, l’organisation se mue en un Front d'union pour l'édification et la défense de la patrie du Cambodge, chargé d’organiser des manifestations de masse visant à « encourager l’ardeur révolutionnaire du peuple ».